# Carl Forcht
Carl Forcht (* 30. Juni 1907 in Göttingen; † 26. April 1997 in West Hollywood, Kalifornien) war ein deutscher Filmeditor.

## Leben und Wirken
Forcht hatte Theaterwissenschaft und Kunstgeschichte studiert. Anschließend erhielt er eine Ausbildung zum Schnitt- und Regieassistenten. Ende 1931 stieß Forcht zum Film, zwei Jahre darauf durfte er erstmals als eigenständiger Filmeditor arbeiten. 
Zu seinen bekanntesten Spielfilmarbeiten als Schnittmeister zählen „Die Finanzen des Großherzogs“, „Port Arthur“ und „Andere Welt“. Im Krieg diente der Göttinger als Schnittmeister von Wochenschaubeiträgen und führte bei Dokumentationen (Dialog-)Regie. Zeitweilig war Forcht auch in Italien tätig. Für seine Arbeitsleistungen erhielt er am 1. September 1944 von Adolf Hitler das Kriegsverdienstkreuz 2. Klasse. 
Im Februar 1946 wanderte Forcht via Schweden in die USA aus und ließ sich in Hollywood nieder. Dort hatte er größte Schwierigkeiten, im Filmgeschäft unterzukommen, und musste sich mit kleineren Hilfstätigkeiten – 1951 Aufnahmeleitung bei Robert Siodmaks sozialrealistischem Fabrikarbeiter- und Streikdrama The Whistle at Eaton Falls, Kleinstrolle im Jahr darauf als deutscher Leutnant in Billy Wilders Kriegsgefangenendrama „Stalag 17“ – begnügen. 
Forcht, seit dem 12. November 1948 amerikanischer Staatsbürger, war mit der 1937 nach Hollywood emigrierten Schauspielerin Genia Nikolajewa verheiratet. Beide hatten sich bei den Dreharbeiten zu „Die Finanzen des Großherzogs“ kennengelernt und nach neunjähriger Trennung 1946 wiedergefunden.

## Filmografie
- 1933: Die Finanzen des Großherzogs
- 1934: Der Dämon des Himalaya
- 1935: Hofballett in Potsdam (Dokumentarfilm)
- 1936: Port Arthur
- 1937: Andere Welt
- 1937: Ab Mitternacht
- 1939: Irrtum des Herzens
- 1940: Alles Schwindel
- 1940: Fahrt ins Leben
- 1942: Kauriet-Leim (mittellanger Dokumentarfilm, auch Dialogregie)
- 1952: Stalag 17 (nur Schauspieler)